# James Earl Lawson
Pour les articles homonymes, voir James Lawson, Earl Lawson et Lawson.
James Earl Lawson (21 octobre 1891-13 mai 1950) est un homme politique canadien de l'Ontario. Il est député fédéral conservateur de la circonscription ontarienne de York-Ouest de 1928 à 1935 et de York-Sud de 1935 à 1940. Il est ministre dans le cabinet du premier ministre Richard Bedford Bennett.

## Biographie
Né à Hamilton en Ontario, Lawson tente de se présente à la chefferie conservatrice provinciale ontarienne en 1920, mais est défait par Howard Ferguson.
S'impliquant en politique fédérale, il est élu par acclamation à la Chambre des communes du Canada lors d'une élection partielle en 1928. Lawson entre au cabinet en août 1935 et demeure en poste que peu de temps, alors que les Conservateur sont défaits en octobre 1935.
Faisant partie de la vieille garde conservatrice, il se présente à la course à la chefferie en 1938, mais termine dernier. Plusieurs de ses délégués décident alors de supporter M. A. MacPherson pour bloquer sans succès Robert James Manion.
Après quelques mois, il tente à nouveau sa chance à la chefferie conservatrice provinciale ontarienne, mais il termine deuxième derrière George Drew.
Lawson quitte les Communes en 1940 tout en demeurant actif dans le parti. Il est impliqué dans la résolution menant au changement de nom du parti pour Parti progressiste-conservateur du Canada en 1942.